# تيد وليامز (سياسي)
تيد وليامز (بالويلزية: Edward Williams)‏ هو دبلوماسي وسياسي بريطاني (وحمل سابقاً جنسية المملكة المتحدة لبريطانيا العظمى وأيرلندا)، ولد في 1 يوليو 1890 في المملكة المتحدة، وتوفي في 16 مايو 1963. حزبياً، نشط في حزب العمال.

## مناصب
- انتخب المفوض السامي للملكة المتحدة لدى أستراليا (1946 – 1952).
- في الانتخابات الفرعية في مجلس العموم البريطاني [الإنجليزية]‏، انتخب عضو برلمان المملكة المتحدة الـ35 عن دائرة أوغمور (19 مايو 1931 – 7 أكتوبر 1931).
- في الانتخابات العامة في المملكة المتحدة 1931 [الإنجليزية]‏، انتخب عضو برلمان المملكة المتحدة الـ36 عن دائرة أوغمور (27 أكتوبر 1931 – 25 أكتوبر 1935).
- في الانتخابات العامة في المملكة المتحدة 1935 [الإنجليزية]‏، انتخب عضو برلمان المملكة المتحدة الـ37 عن دائرة أوغمور (14 نوفمبر 1935 – 15 يونيو 1945).
- في الانتخابات العامة في المملكة المتحدة 1945 [الإنجليزية]‏، انتخب عضو برلمان المملكة المتحدة الـ38 عن دائرة أوغمور (5 يوليو 1945 – 27 فبراير 1946).
- انتخب عضو مجلس الشورى البريطاني.